# کنگره وین

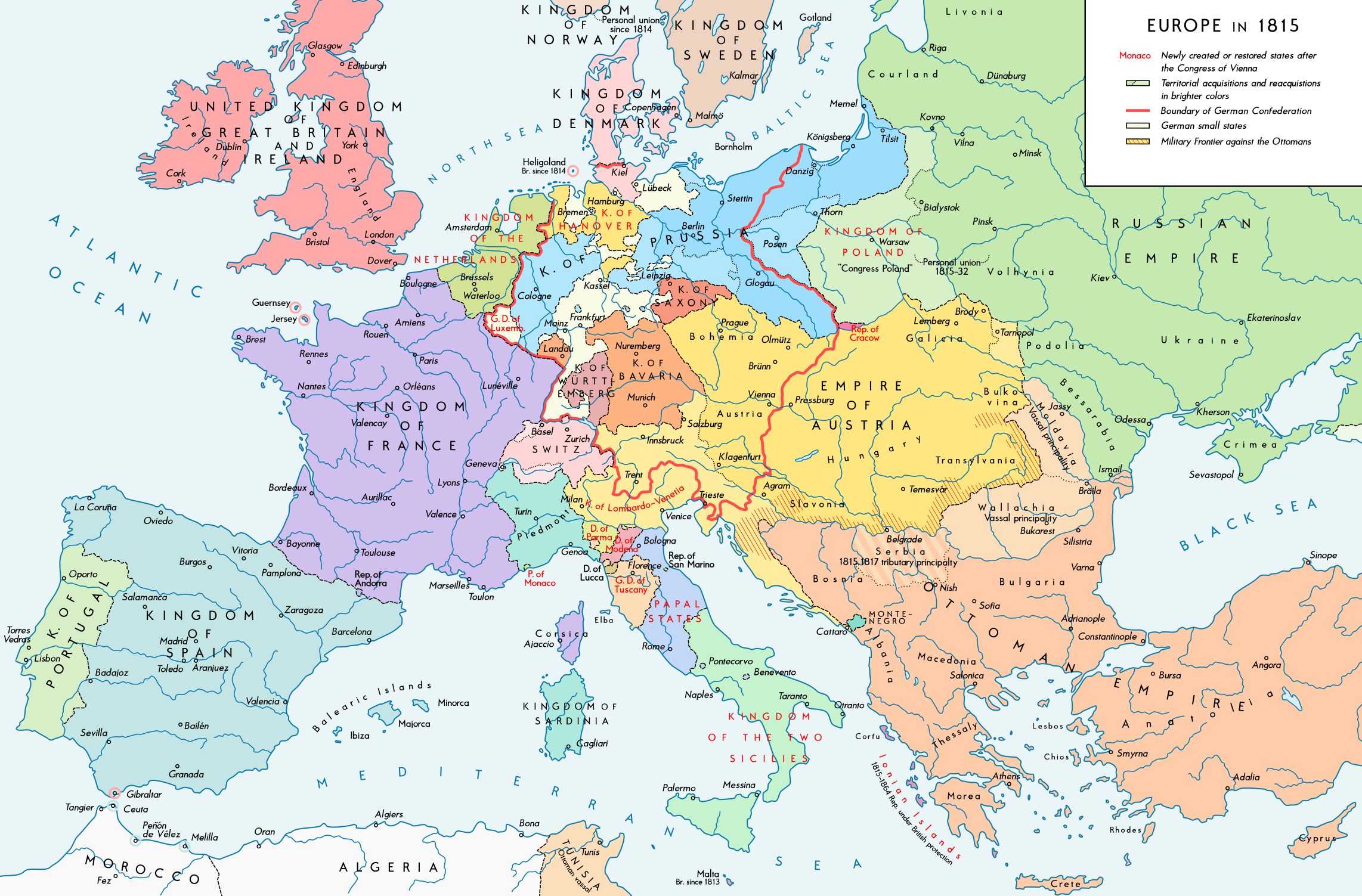
مرزهای ملی در اروپا که در کنگره وین مورد توافق قرار گرفت

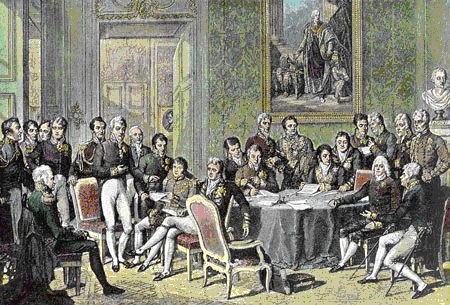
کنگره وین اثر ژان-باپتیست ایزابی، ۱۸۱۹

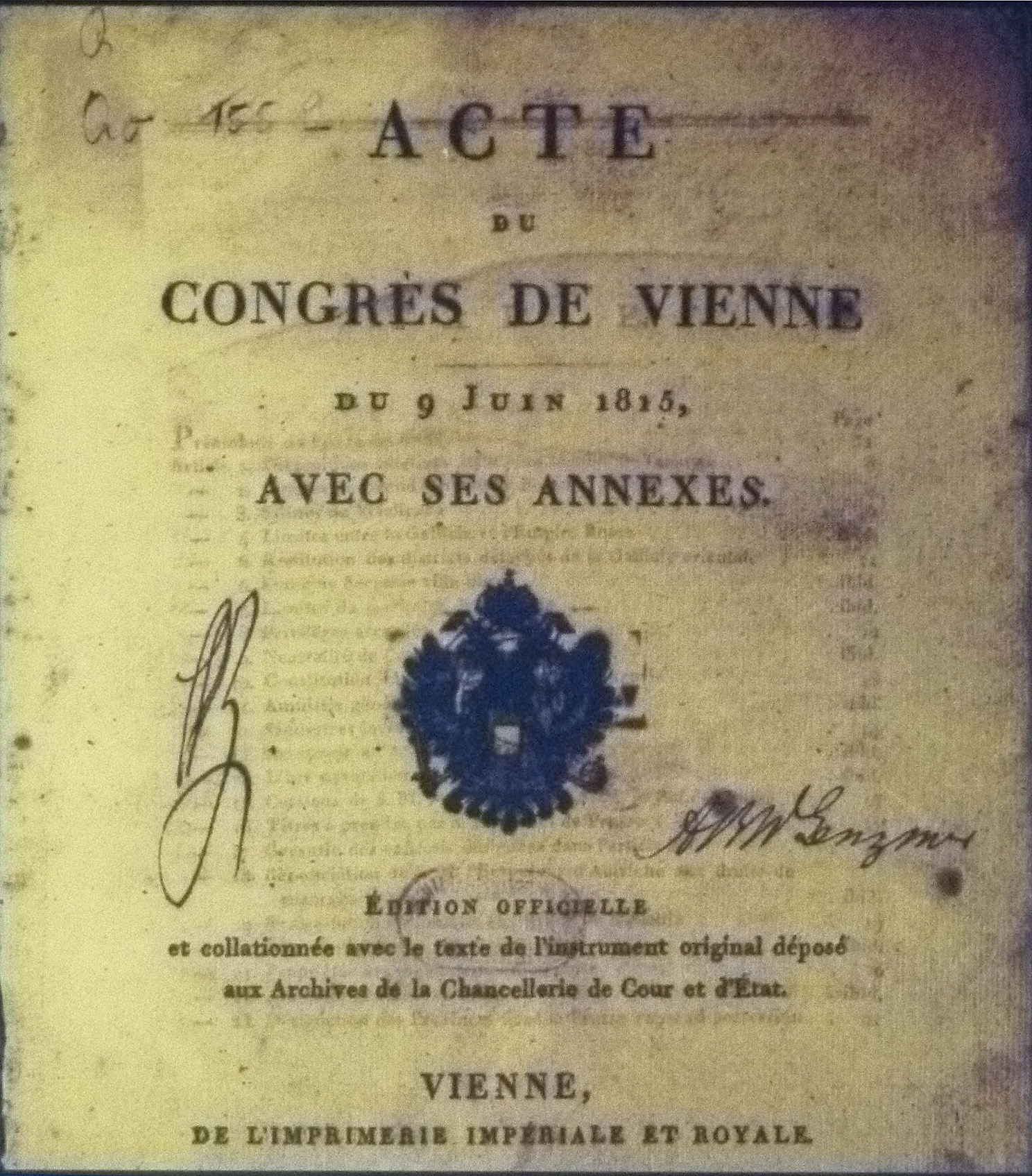

کنگره وین یا انجمن وین کنفرانس سفیران قدرت‌های بزرگ اروپا به ریاست سیاستمدار اتریشی کلمنز ونزل ون مترنیخ بود که از یکم نوامبر ۱۸۱۴ تا ۸ ژوئن ۱۸۱۵ در وین برگزار شد.
هدف کنگره وین حل مسائل و ترسیم دوبارهٔ نقشهٔ سیاسی اروپا پس از شکست امپراتوری اول فرانسه، در جریان جنگ‌های ناپلئونی و همچنین بازتابی از تغییر در جایگاه دولت‌های ملی اروپایی بود که با انحلال امپراتوری مقدس روم، هشت سال پیش از آن نمایان شد. به رغم بازگشت ناپلئون از تبعید و از سرگیری فرمانروایی در فرانسه در مارس ۱۸۱۵ بحث‌ها ادامه یافت و سند نهایی این کنگره نه روز پیش از شکست نهایی ناپلئون در جنگ واترلو در هشتم ژوئن ۱۸۱۵ به امضا رسید.
ویژگی نامعمول کنگره وین آن بود که به معنای درست کلمه «کنگره» نبود، هرگز با حضور تمام اعضا تشکیل نشد و بیشتر بحث‌های آن به صورت غیررسمی در میان قدرت‌های بزرگ بدون داشتن نماینده از کشورهای کوچک‌تر روی می‌داد. با این حال همه شاهان و شهریاران اروپا در این روند حضور داشتند و تنها دولت اروپایی که اجازه حضور در این کنگره را پیدا نکرد عثمانی بود. نظم نوین جهانی که در اثر کنگره وین به وجود آمد به کنسرت اروپا معروف است.

## پیش زمینه
جنگ‌های ناپلئونی مرزهای اروپا و موازنه به وجود آمده در جنگ هفت‌ساله را بهم زد و تخم انقلاب و اندیشه‌های جدید را در اروپا پاشید.
براساس پیمان پاریس که به دنبال استعفای ناپلئون و پیمان فونتن‌بلو (۱۱ آوریل ۱۸۱۴) منعقد شد، مقرر شد که برای حل مسائل بین‌المللی و تقسیم سرزمین‌هایی که از فرانسه بازپس‌گرفته شده بود کنگره‌ای در شهر وین تشکیل شود.

## نیروها و برنامه‌های کنگره وین

### تصمیم‌گیران
چهار قدرت بزرگی که در پیمان شومون همبستگی خود را در مقابل فرانسه اعلام کرده بودند، تصمیم‌گیران اصلی در کنگره وین بودند. بر اساس پیمان شومون، امپراتوری روسیه، بریتانیا، امپراتوری اتریش و پادشاهی پروس توافق کرده بودند پیش از آغاز به کار رسمی این کنگره، اختلافات میان خود را بر اساس منافع دولت‌های متبوعشان در یک مجمع سری حل و فصل کنند. در این مجمع سری، چهار قدرت بزرگ در مورد تقسیم متصرفات فرانسه به توافق رسیدند، و این در حالی بود که نمایندگان دولت‌های دیگر در این تصمیم‌ها نقشی نداشتند.
هدف بریتانیا در کنگره وین، تحکیم و توسعه قدرت دریایی بریتانیا بود و می‌خواست بر متصرفات استعماری کشورهای دیگر چون اسپانیا، پرتغال و هلند دست پیدا کند. بریتانیا، در این زمینه، فرانسه و امپراتوری روسیه را رقیب خود می‌دانست.
اتریش (سابقاً امپراتوری مقدس روم) با بریتانیا منافع مشترک بسیاری داشت، و تنها مسئله مورد اختلاف دو کشور گسترش نفوذ پادشاهی پروس بود. مترنیخ، وزیر خارجه اتریش با بخشیدن درسدن به پروس مخالف بود زیرا این امر را به مثابه افزایش تسلط پادشاهی پروس بر شهریاران آلمانی می‌دانست، در حالی‌که کاسلری، وزیر خارجه بریتانیا با گسترش نفوذ پادشاهی پروس موافق بود.
خواسته‌های امپراتوری روسیه کاملاً در تضاد با خواسته‌های بریتانیا و امپراتوری اتریش بود. روسیه می‌خواست در ازای تلفات خود در نبرد با ناپلئون، دوک‌نشین ورشو را به‌دست آورد و با زوال تدریجی امپراتوری عثمانی، نفوذ خود را در بالکان گسترش دهد.
تنها موضوع مورد توافق بین قدرت‌های بزرگ کنگره اروپا، انزوا و تضعیف فرانسه بود.

### نقشتالیران
شاهزاده تالیران، وزیر خارجه فرانسه، با اطلاع و بهره‌گیری از خواسته‌های متضاد چهار قدرت بزرگ و با تکیه بر اصل حقوق عمومی و رعایت حقوق تمام کشورهای شرکت‌کننده توانست حمایت و دوستی کشورهای کوچک اروپایی را به خود جلب و در مقابل قدرت‌های بزرگ مقاومت کند.

### اعلامیه نهایی
اعلامیه نهایی کنگره وین پس از امضای تمامی شرکت‌کنندگان در ۹ ژوئن ۱۸۱۵ شامل مصوبات زیر بود:
- تقسیم لهستان که عملاً از ۱۷۹۴ بین روسیه، اتریش و پروس انجام گرفته بود، جنبه رسمی یافت.
- دو سوم ساکس به پروس داده و کلیه متصرفات پروس پیش از حمله ناپلئون به رسمیت شناخته شد.
- تمامیت ارضی کشور سوئیس به رسمیت شناخته شد و استقلال سیاسی و اقتصادی آن تضمین گردید.
- پادشاهی ساردنی توانست کلیه سرزمین‌های خود را به جز بخش‌های کوچکی که به فرانسه و سوئیس بخشیده شد حفظ کند.
- اتریش همه متصرفات ایتالیایی خود را بازپس گیرد ولی شهر رم را به پاپ واگذار کند. همچنین کنفدراسیونی از ۴۸ ایالت آلمانی (همبستگی آلمانی) تشکیل شود که اتریش عضو برجسته و رهبر آن باشد.[۱]

## نظم جدید بین‌المللی
کنگره وین مهم‌ترین گردهمایی نمایندگان قدرت‌های اروپایی پس از پیمان وستفالی بود. فاتحان جنگ با توافق در این کنگره نظم جدیدی را برقرار کردند و به آن مشروعیت و قدرت اجرا دادند.
اهمیت کنگره وین در این بود که نظمی که به تصویب رساند بر پایه دو اصل بود:
1. پنج قطب قدرت که از پیمان وستفالی در ۱۶۴۸ تا پایان جنگ‌های هفت ساله در ۱۷۶۳ شکل گرفته بودند.
2. موازنه قوا که به عنوان یک اصل گریزناپذیر پذیرفته شده‌بود.[۳]

مورخ فرانسوی ژاک دروز علل تشکیل کنگره وین را خستگی اروپا از جنگ و نیاز فوری به صلح پس از ربع قرن آشفتگی و زورگویی ذکر می‌کند. شالوده نظمی که در کنگره وین پی‌ریزی شد، کار لرد کاسلری، وزیر خارجه بریتانیا و مترنیخ، وزیر خارجه اتریش بود که به گفته کیسینجر اولی آن را طرح کرد و دومی به آن مشروعیت بخشید.

### کنسرت اروپا
حافظ توازن قوا، همراهی قدرت‌های اروپایی موسوم به کنسرت اروپا بود. چنانچه کشوری می‌خواست توافق‌های کنگره وین را زیر پا بگذارد، با عکس‌العمل هماهنگ دیگر دولت‌های روبرو می‌شد. کنسرت اروپا با حفظ توازن قوا صلح عمومی جهان را برای یک قرن (تا آغاز جنگ جهانی اول در ۱۹۱۴) تضمین کرد.

## اعاده و همبستگی پادشاهی‌های اشرافی
طبقه جدید بورژوازی در فرانسه پس از انقلاب فرانسه بر آن بود که نظام اقتصادی-اجتماعی و سیاسی خود یعنی دموکراسی و آزادی اقتصادی را در اروپا حکم‌فرما کند؛ ولی کنگره وین با تمام قوا در برابر اندیشه‌های انقلاب و آزادی ایستاد و اشرافیت را احیا کرد. نه تنها خاندان بوربون به فرانسه بازگشت که همه شاهانی که به دست ناپلئون تارومار شده بودند به تاج و تخت برگشتند.
پادشاهی‌های اروپا در مقابل امواج آزادی‌خواهی نیازمند اتحاد و همبستگی بیشتری بودند که تزار الکساندر اول پایه این اتحاد را گذاشت و پادشاهان اروپا را به نام مسیحیت به همبستگی فراخواند، ولی در اصل مقصود او این بود که صحنه سیاست اروپا را به‌طور کلی به دست مترنیخ رها نسازد. در پی این تضاد بین روسیه و اتریش، مترنیخ به پیشنهاد بریتانیا فرانسه را وارد این اتحاد مقدس کرد و در نتیجه وحشت انزوا روسیه را فراگرفت.
روی دیگر تأکید تزار بر همبستگی شاهان مسیحی، موضع‌گیری در برابر سلاطین عثمانی و قرار دادن مسیحیت در برابر اسلام بود که نگرانی عثمانی و ایران را برانگیخت، زیرا این خطر را گوشزد می‌کرد که تزار قصد دارد به توسعه‌طلبی در شرق و جنوب بپردازد.
بی‌کفایتی اتحاد مقدس از یک سو و تضاد منافع روسیه با بریتانیا و اتریش از سوی دیگر، دو کشور را برآن داشت تا خود ابتکار عمل را به کار گیرند و در ۲۰ نوامبر ۱۸۱۵ در پاریس پیمانی را که به پیمان چهارجانبه مشهور است امضا کردند.

## پیمان اکس لاشاپل
اعضای اتحاد مقدس که هرکدام تعدادی نیروی نظامی برای وثیقه پرداخت غرامت جنگی از سوی فرانسه در این کشور نگه داشته بودند، تصمیم گرفتند به حضور این نیروها در فرانسه خاتمه داده و آن‌ها را از فرانسه خارج کنند. پیمان اکس لاشاپل در ۱۸۱۸ برای گرفتن تصمیم در این باره برگزار شد و متممی بر کنگره وین بود.